# Famille Cavalcanti
La famille Cavalcanti est une ancienne et importante famille florentine.

## Histoire

### Origines
Les Cavalcanti sont originaires de Volterra, plus tard seigneurs du château de Libbiano dans le Val di Cecina et de Montecalvi dans le Val di Pesa, de Luco et d'Ostina dans le Val d'Arno supérieur ; l'origine de leur richesse est très certainement mercantile.
Ils sont à Florence une famille du « premier cercle » et une famille consulaire : Cavalcante Cavalcanti est consul civitatis en 1176 et son fils Aldobrandino en 1204 ,.

### Combats entre Guelfes et Gibelins

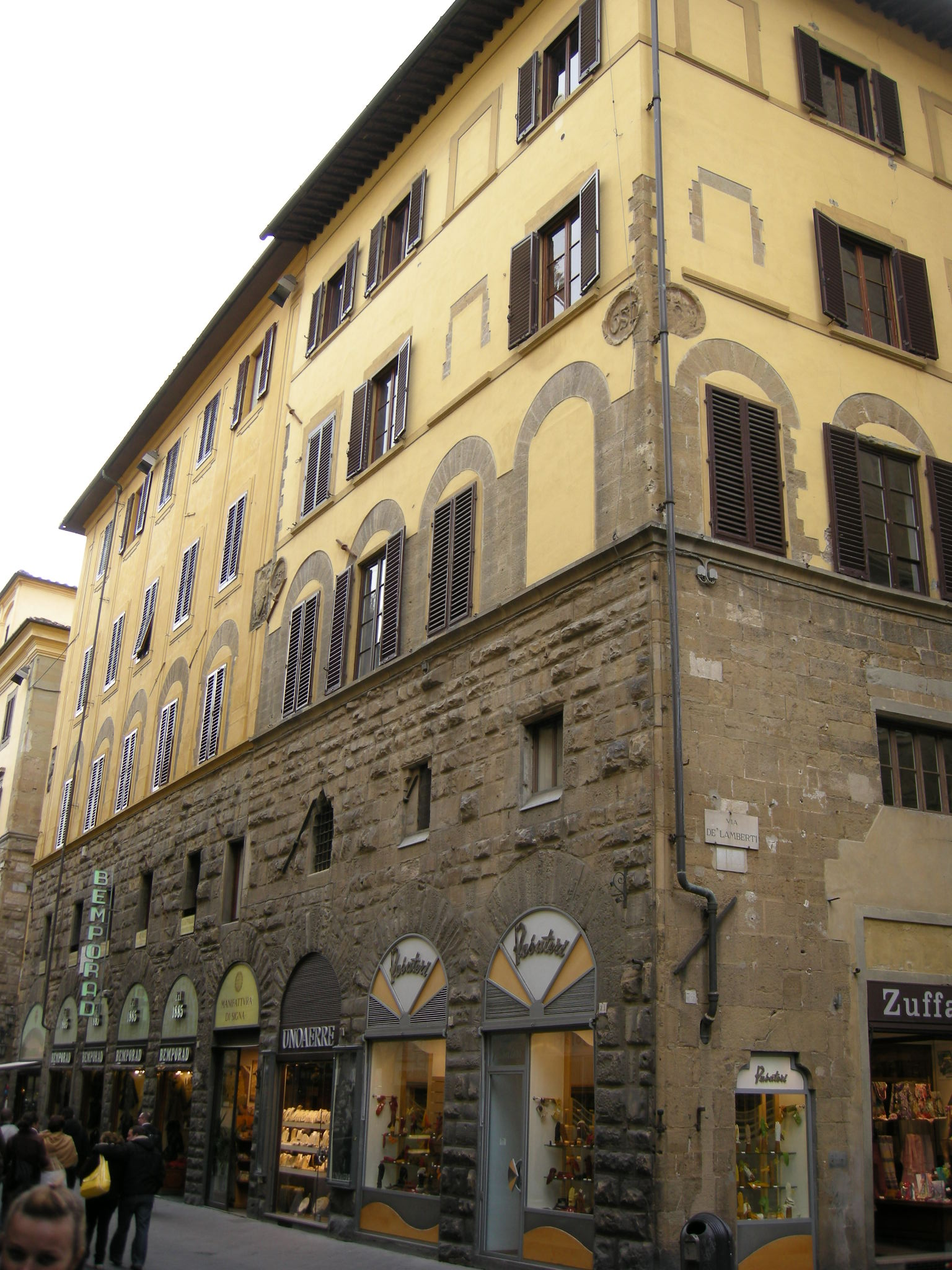
Palazzo dei Cavalcanti dans la via de' Calzaiuoli à Florence.

Tout au long du XIIIe siècle, ils sont l'une des familles florentines les plus importantes. De tradition guelfe, ils jouent un rôle important dans les luttes entre guelfes et gibelins : en 1246  un Cavalcanti accompagné d'un Adimari, dirige la faction guelfe. Ils appartiennent à l'une des factions d'hommes florentins les plus riches, et beaucoup d'entre eux sont des personnalités importantes. Parmi les membres les plus influents de l'Arte di Calimala, ils possèdent de nombreuses maisons, boutiques et entrepôts. Après la bataille de Montaperti à laquelle ils participent, leurs propriétés aux mains des gibelins subissent des dommages considérables, à tel point qu'au retour des Guelfes, ils obtiennent une compensation de plus de 3 000 lires.
À leur retour à Florence ils jouent un rôle très important : neuf Cavalcanti  participent au Concile de 1278, et du côté religieux, on note la présence d'Aldobrandino Cavalcanti, prieur dominicain de la basilique Santa Maria Novella et évêque d'Orvieto. Des membres de la famille sont également parmi les guelfes jurant la paix du cardinal Latino Malabranca Orsini.
Affectés par les Ordonnances de justice et déclarés magnats, ils sont exclus de la direction de la Municipalité.
Leur fin politique survient au moment de la division des guelfes en blancs et noirs, lorsque les Cavalcanti soutiennent majoritairement la partie blanche qui est alors vaincue.
À cette époque le célèbre poète du Dolce stil novo, Guido Cavalcanti, ami et compagnon de Dante Alighieri, subit un exil (certains dirigeants des deux camps sont exilés pour réprimer les émeutes et parmi eux, Guido) qui le conduit à la mort.
Le nom de la prison des Stinche rappelle aux Cavalcanti cette période difficile : les anciennes prisons florentines, tiennent malheureusement leur nom d'un des châteaux Cavalcanti, et se souviennent des Cavalcanti de la partie blanche, barricadés dans le château, capturés et jetés dans cette prison.
Cette période difficile aboutit à la catastrophe économique due à l'incendie déclenché par Neri degli Abati qui détruit en quantité leurs maisons et leurs magasins.

### Renaissance

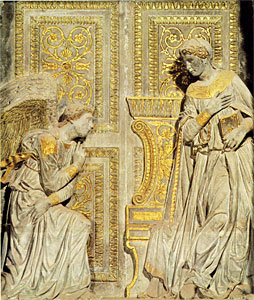
Donatello, Annonciation Cavalcanti, vers 1435, basilique Santa Croce, Florence.

Au XIVe siècle, les lois anti-magnats relèguent la famille à un rôle tout à fait secondaire.
Entre 1361 et 1380, certains Cavalcanti renoncent à l'agnation et aux armoiries ancestrales, demandant à être assimilés au peuple. Ainsi, certains Cavalcanti changent leur nom de famille en Cavalleschi, Malatesti, Ciampoli, Cavallereschi, Popolani.
Les Cavalcanti obtiennent finalement la classe populaire en 1434. Cosme de Médicis dit l'Ancien, essayant de consolider son pouvoir, cherche également une alliance avec certaines familles de magnats et parmi celles-ci les Cavalcanti, offrant en échange la réadmission aux fonctions publiques. Ainsi, les Cavalcanti peuvent à nouveau être rémunérés pour les charges de la République. Ils sont tirés au sort treize fois comme Prieurs de la République. Ginevra dè Cavalcanti épouse le frère de Cosme, Lorenzo di Pierfrancesco de Médicis et, peut-être par l'intercession des Médicis, ils font décorer leur chapelle de la basilique Santa Croce de Florence (aujourd'hui disparue) d'une célèbre Annonciation sculptée par Donatello, qui compte parmi ses chefs-d'œuvre.
La branche la plus prolifique et la plus ancienne des Cavalcanti se déplace au XIVe siècle vers le royaume de Naples et, en particulier, vers la Calabre ; une autre branche, également au XIVe siècle, part en Vénétie dans la ville de Serravalle (Vittorio Veneto), donnant naissance à la famille Casoni, agrégée au Conseil Noble de cette ville, famille de Guido Casoni, un important érudit du XVIIe siècle, chevalier de Saint-Marc ; une autre encore s'installe au Brésil, par l'intermédiaire de Filippo Cavalcanti, fils de Giovanni Cavalcanti, important marchand et ami respecté d'Henri VIII, et de Ginevra Manelli, qui s'installe dans l'État de Pernambouc vers la fin de 1560.

### Grand-Duché
Lorsque la République tombe pendant la principauté, ils ont trois sénateurs du Grand-duché de Toscane, ainsi que des chevaliers de l'Ordre de Saint-Étienne, pape et martyr et de l'Ordre de Saint-Jean de Jérusalem.

### Brésil
Une branche de la famille s'est installée dans le nord du Portugal : de là certains se sont déplacés au Brésil, à Recife. Pour cette raison, le patronyme Cavalcanti devient alors courant au Brésil, dont certaines personnalités illustres, comme le cardinal Joaquim Arcoverde de Albuquerque Cavalcanti, le premier cardinal sud-américain de l'histoire, et le peintre Emiliano Di Cavalcanti.

## Personnalités
- Cavalcante Cavalcanti, philosophe épicurien, père de Guido.
- Guido Cavalcanti, poète Dolce stil novo, auteur de 36 sonnets, 11 ballate et 2 canzone.
- Aldobrandino Cavalcanti (1217-1279), évêque catholique italien.
- Francesco Antonio Cavalcanti (1695-1748), archevêque catholique italien.
- Giovanni Cavalcanti, auteur des Istorie fiorentine.
- Astoldo di Tommaso Cavalcanti qui participe à la conspiration des Pucci menée par Pandolfo Pucci contre Cosme Ier de Toscane en 1559.
- Ippolito Cavalcanti, cuisinier et homme de lettres.
- Filippo Cavalcanti, (Florence, 12 juin 1525 — Olinda, avant 1614) noble florentin, chevalier de l'Ordre de Malte, quitte le Portugal vers 1560 pour la Capitainerie de Pernambuco au Brésil.

## Parenté
Les Cavalcanti sont apparentés à toutes les familles les plus importantes de Florence, ainsi qu'aux familles gibelines telles que les Lamberti, les Amidei, les Anjou-Sicile,les Aragon, les Valois, les Trastamare, les Spinelli, les Carafa, les Caracciolo, les Acquaviva d'Aragon, les Sanseverino, les Ruffo di Calabria, les Aquino, les Pignatelli, les Capece, les Avalos, les Caetani, les Filangieri, les Orléans, les Orsini, les Carvalho, les Savelli, les Borgia, les Doria, les Pamphili, les Imperiale, les Paternò, etc dans le cadre de ces paix avec lesquelles ils tentèrent en vain de rétablir l'harmonie dans la ville.

## Sépulture
À Florence, leurs sépultures sont principalement à Santa Maria Novella, mais aussi à San Simone et à Santa Maria sopra Porta.